# Église Saint-Sulpice d'Huppy
L'église Saint-Sulpice d'Huppy est située sur le territoire de la commune d'Huppy, dans l'ouest du département de la Somme, non loin d'Abbeville.

## Historique
L'église d'Huppy a été édifiée vers 1500. Les voûtes de la nef et du transept ont été construites vers 1550. L'édifice est protégé au titre des monuments historiques : classement par arrêté du 16 septembre 1907. Gravement endommagée au début de la Seconde Guerre mondiale, lors de la bataille d'Abbeville, l'église a été restaurée au cours des années 1960 et 1970.

## Caractéristiques
L'église a été construite en pierre, en style gothique flamboyant. Le clocher-porche est orné d'une balustrade en encorbellement aux angles. Il est prolongé par une flèche recouverte d'ardoises. La nef est couverte d'une voûte en charpente tandis que le chœur fut doté d'une voûte en pierre avec des clefs pendantes qui ont été restaurées après la Seconde Guerre mondiale. Les vitraux de la chapelle seigneuriale de la famille de Tœufles et ceux de la chapelle Saint-Sébastien datant de 1545 et restaurés à la fin du XIXe siècle, déposés avant la Seconde Guerre mondiale ont été reposés après. Les fonts baptismaux sont en fait un ancien bénitier en pierre du XVe siècle.
Dans le clocher, un petit musée a été aménagé. Il est consacré à une évocation des trois passages du général de Gaulle dans ce petit village du Vimeu et présente des objets d'art sacré, des objets de la vie quotidienne d'autrefois et des marionnettes de Lucien Caron.

## Photos

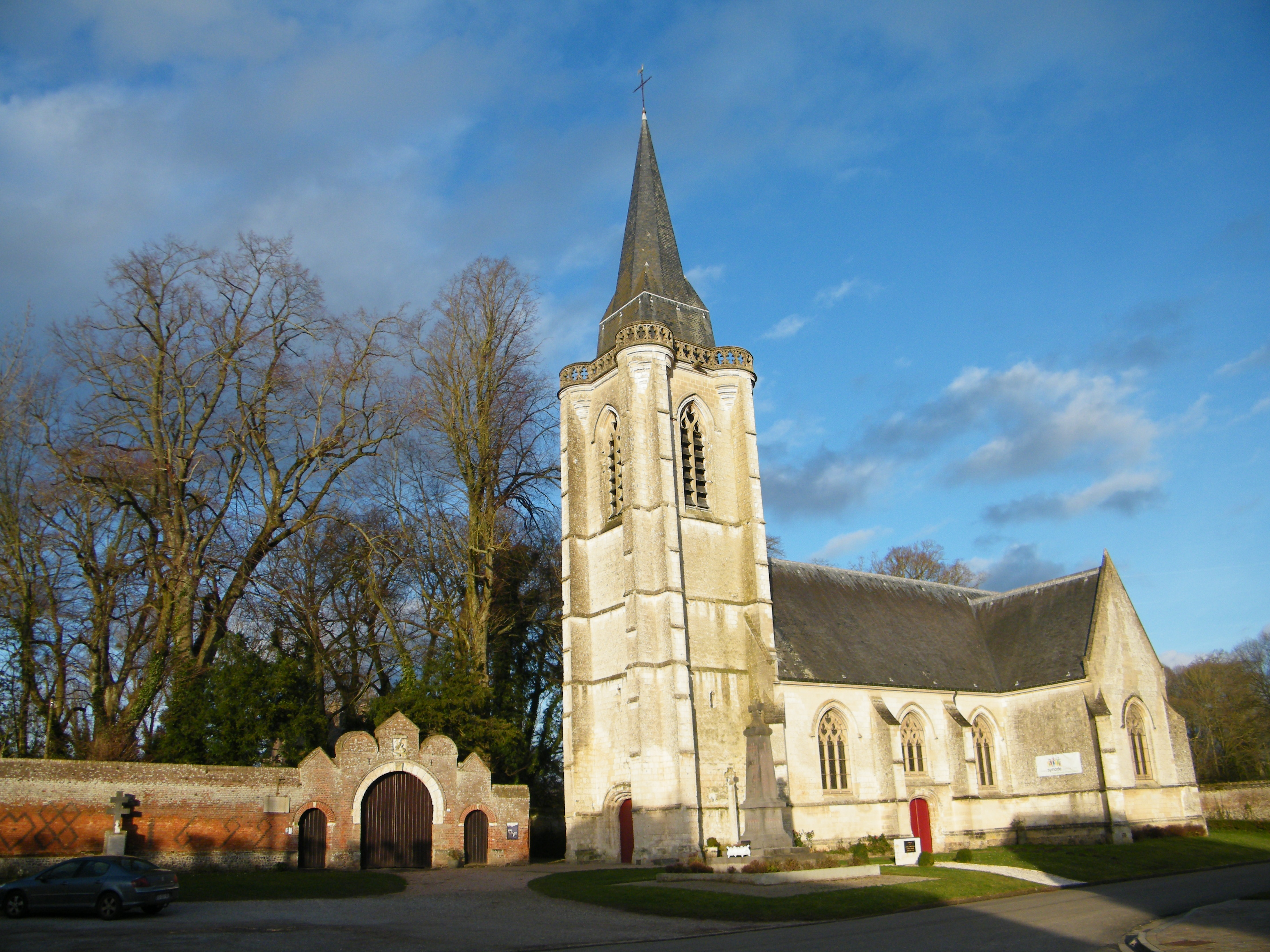
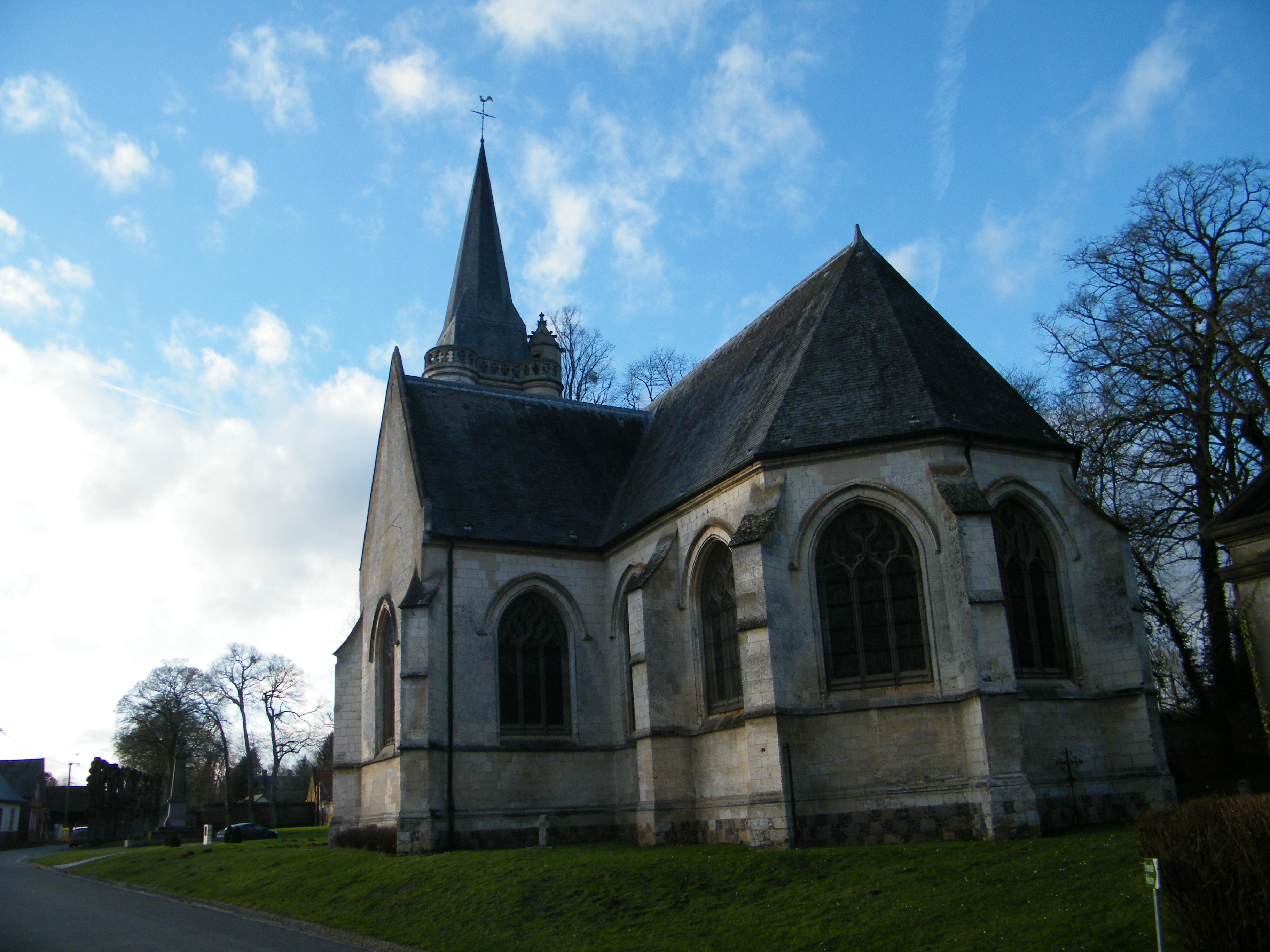
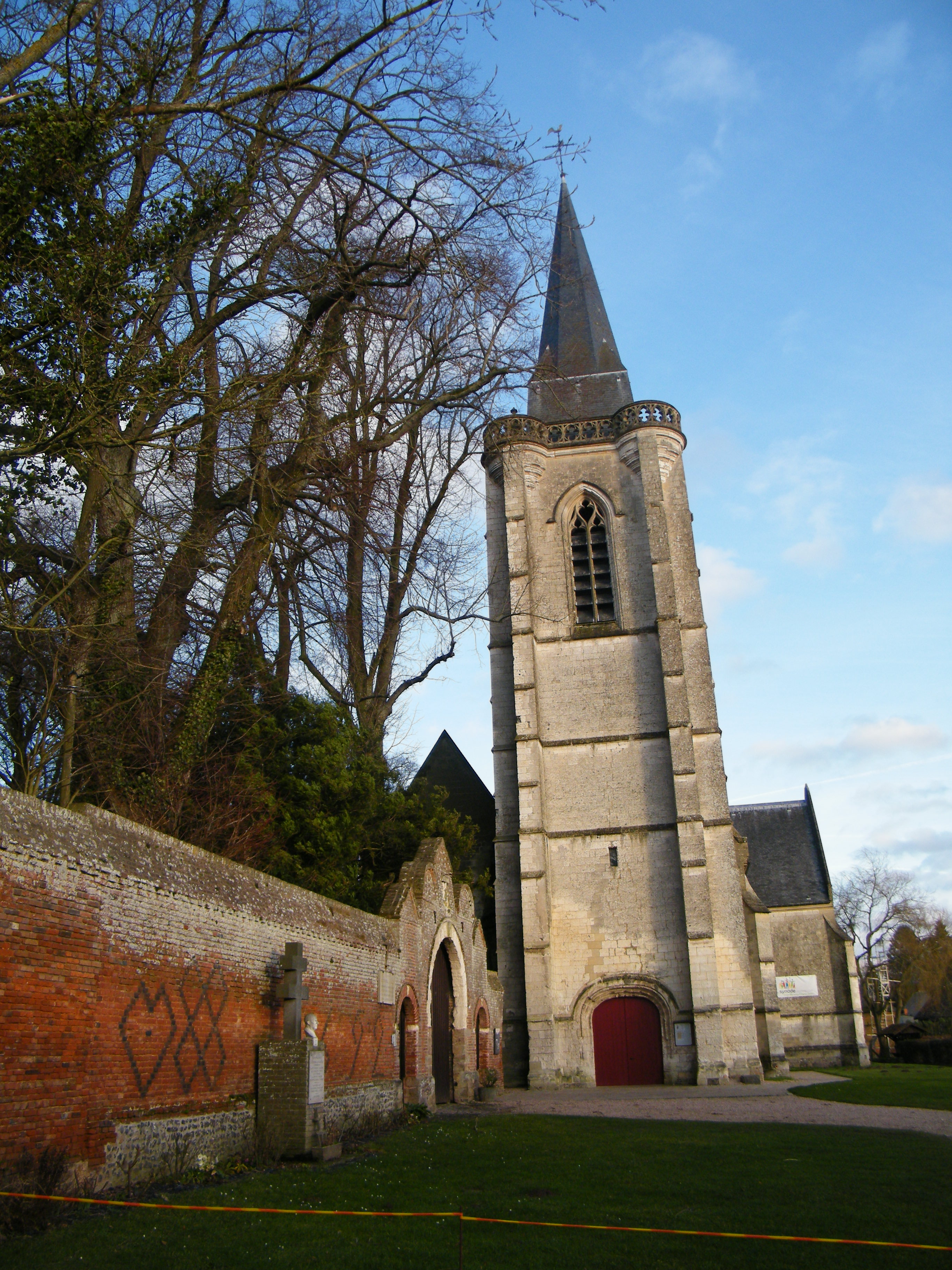